# Fissidens ventricosus
Fissidens ventricosus là một loài Rêu trong họ Fissidentaceae. Loài này được Lesq. mô tả khoa học đầu tiên năm 1868.